# Nati nel 1951/Maggio
| Questa pagina contiene informazioni ricavate automaticamente dalle voci biografiche con l'ausilio del template Bio e di un bot. L'aggiornamento è periodico e automatico e ricostruisce completamente la pagina. Se manca una persona in questa lista, sei pregato di non aggiungerla, ma accertati piuttosto che la sua voce biografica contenga il template Bio e che i dati anagrafici siano correttamente compilati. Se il template Bio manca, inseriscilo tu stesso o, in alternativa, metti l'avviso {{tmp\|Bio}} che ne segnala la mancanza. Se i dati riportati sono sbagliati, correggi direttamente la voce biografica; le modifiche saranno visibili in questa lista entro pochi giorni. Per chiarimenti vedi il progetto biografie. La lista contiene solo le 251 persone che sono citate nell'enciclopedia e per le quali è stato implementato correttamente il template Bio. Pagina aggiornata al 10 ago 2025. |

- 1º maggio - Geoff Lees, ex pilota automobilistico britannico
- 1º maggio - Sally Mann, fotografa statunitense
- 1º maggio - Angelo Spinillo, vescovo cattolico italiano
- 1º maggio - José María Suárez, calciatore argentino († 2025)
- 2 maggio - Ljudmila Narusova, politica, docente e conduttrice televisiva russa
- 2 maggio - Roberto Cappello, pianista italiano
- 2 maggio - John Glascock, bassista britannico († 1979)
- 2 maggio - Jalil Zandi, aviatore iraniano († 2001)
- 3 maggio - Avi Beker, scrittore, politico e giornalista israeliano († 2015)
- 3 maggio - Jan Bielecki, politico polacco
- 3 maggio - Christopher Cross, cantautore statunitense
- 3 maggio - Willy Demetz, ex sciatore alpino italiano
- 3 maggio - Peter Engelbrektsson, allenatore di calcio e ex calciatore svedese
- 3 maggio - Cody Jones, giocatore di football americano statunitense
- 3 maggio - Cristiano Pereira, ex hockeista su pista e allenatore di hockey su pista portoghese
- 3 maggio - Massimo Ranieri, cantante e attore italiano
- 3 maggio - Giuseppe Ruvolo, politico italiano
- 3 maggio - Tat'jana Nikitična Tolstaja, scrittrice e personaggio televisivo russa
- 3 maggio - Karl Vie, ex calciatore norvegese
- 4 maggio - Colin Bass, bassista e produttore discografico britannico
- 4 maggio - Massimo Cacciatori, ex calciatore e allenatore di calcio italiano
- 4 maggio - Lucia Cassini, attrice, regista e cantante italiana
- 4 maggio - Tullio Del Sette, generale italiano
- 4 maggio - James C. Greenwood, politico statunitense
- 4 maggio - Colleen Hanabusa, politica statunitense
- 4 maggio - Rolf de Heer, regista, sceneggiatore e produttore cinematografico olandese
- 4 maggio - Jackie Jackson, cantante, musicista e ballerino statunitense
- 4 maggio - Gérard Jugnot, attore e regista francese
- 4 maggio - Ann Lebedeff, ex tennista statunitense
- 4 maggio - Mick Mars, chitarrista statunitense
- 4 maggio - Hans-Jörg Pfister, ex calciatore svizzero
- 4 maggio - Ivica Senzen, ex calciatore croato
- 4 maggio - Stefan Vanistendael, sociologo belga
- 5 maggio - Angelo Altea, politico e giornalista italiano
- 5 maggio - Marion Bailey, attrice britannica
- 5 maggio - Nick Bebout, giocatore di football americano statunitense
- 5 maggio - Cesare Butti, allenatore di calcio e ex calciatore italiano
- 5 maggio - Maria Cristina Giongo, giornalista e scrittrice italiana
- 5 maggio - Cyprien Katsaris, pianista francese
- 5 maggio - Liminha, musicista, polistrumentista e produttore discografico brasiliano
- 5 maggio - Helga Lindner, nuotatrice tedesca orientale († 2021)
- 6 maggio - Samuel Kanyon Doe, politico e militare liberiano († 1990)
- 6 maggio - Davey Johnstone, chitarrista e polistrumentista britannico
- 6 maggio - William Edward Lori, arcivescovo cattolico statunitense
- 6 maggio - Ausilio Priuli, archeologo italiano
- 6 maggio - Žaqsylyq Üškempirov, lottatore kazako († 2020)
- 7 maggio - Carlos Alomar, chitarrista, compositore e arrangiatore statunitense
- 7 maggio - Scott Baird, giocatore di curling statunitense
- 7 maggio - Alan Burridge, scrittore britannico
- 7 maggio - Micky Droy, ex calciatore inglese
- 7 maggio - Halina Kaluta, ex cestista polacca
- 7 maggio - Bernie Marsden, chitarrista e cantante britannico († 2023)
- 7 maggio - John Fleck, attore statunitense
- 7 maggio - Ilir Përnaska, ex calciatore albanese
- 7 maggio - Robert Francis Vasa, vescovo cattolico statunitense
- 7 maggio - Rick Veitch, fumettista statunitense
- 7 maggio - Harry Williams, ex calciatore australiano
- 8 maggio - Jon Abrahamsen, ex calciatore norvegese
- 8 maggio - Philip Bailey, cantautore statunitense
- 8 maggio - Humberto Brenes, giocatore di poker costaricano
- 8 maggio - Vern Buchanan, politico statunitense
- 8 maggio - Ann Marie Buerkle, politica e avvocato statunitense
- 8 maggio - Mike D'Antoni, allenatore di pallacanestro, dirigente sportivo e ex cestista statunitense
- 8 maggio - Chris Frantz, batterista, compositore e produttore discografico statunitense
- 8 maggio - Cooper Huckabee, attore statunitense
- 8 maggio - Michalīs Liapīs, politico greco
- 8 maggio - Achille Lollo, attivista, giornalista e criminale italiano († 2021)
- 8 maggio - Bortolo Mainardi, architetto e progettista italiano
- 8 maggio - Ricardo Antonio Tobón Restrepo, arcivescovo cattolico e teologo colombiano
- 8 maggio - Rita Trapanese, pattinatrice artistica su ghiaccio italiana († 2000)
- 8 maggio - Denis Verdini, ex politico e imprenditore italiano
- 8 maggio - Daniela Vergara, giornalista e conduttrice televisiva italiana
- 9 maggio - Alberto Ardessi, ex cestista italiano
- 9 maggio - Lloyd Batts, ex cestista statunitense
- 9 maggio - Carmine Fornari, regista e sceneggiatore italiano
- 9 maggio - Jorie Graham, poetessa statunitense
- 9 maggio - Alley Mills, attrice statunitense
- 9 maggio - Cláudio Duarte, allenatore di calcio e ex calciatore brasiliano
- 9 maggio - Geoff Ryman, scrittore canadese
- 9 maggio - Silvestro Terzi, politico italiano
- 10 maggio - Adriano Capra, ex calciatore italiano
- 10 maggio - Peter Carravetta, filosofo, poeta e traduttore italiano
- 10 maggio - Claudio Ciceri, ex calciatore italiano
- 10 maggio - Tarcisio Grandi, politico italiano († 2021)
- 10 maggio - Steve Gunderson, politico statunitense
- 10 maggio - Petra Hammesfahr, scrittrice tedesca
- 10 maggio - Christine Muzio, schermitrice francese († 2018)
- 10 maggio - Barry Parkhill, ex cestista e allenatore di pallacanestro statunitense
- 10 maggio - Claude Perrot, ex sciatore alpino francese
- 10 maggio - Kevin William Vann, vescovo cattolico statunitense
- 11 maggio - Luigi Di Marzio, politico italiano
- 11 maggio - Johnny Doyle, calciatore scozzese († 1981)
- 11 maggio - Eulalio García, ex ciclista su strada spagnolo
- 11 maggio - Francis Kerbiriou, ex velocista francese
- 11 maggio - Corinne Lepage, avvocato e politica francese
- 11 maggio - Lyn McClements, ex nuotatrice australiana
- 11 maggio - Maurizio Mori, filosofo italiano
- 11 maggio - Mark Rocco, wrestler britannico († 2020)
- 11 maggio - Salvatore Toma, poeta italiano († 1987)
- 11 maggio - Bill Wall, ingegnere e scacchista statunitense
- 11 maggio - Basma bint Talal, principessa giordana
- 12 maggio - George Karl, ex cestista e allenatore di pallacanestro statunitense
- 12 maggio - Gunnar Larsson, ex nuotatore svedese
- 13 maggio - Claudio Fucci, cantautore e editore italiano
- 13 maggio - Li Hongzhi, cinese
- 13 maggio - Kristoffer Nyholm, regista e produttore televisivo danese
- 13 maggio - Paul Thompson, batterista britannico
- 13 maggio - James Whale, conduttore radiofonico, conduttore televisivo e scrittore britannico († 2025)
- 14 maggio - Jay Beckenstein, sassofonista statunitense
- 14 maggio - Oscar Bolaño, calciatore colombiano († 2017)
- 14 maggio - Giulio Corradi, ex sciatore alpino italiano
- 14 maggio - Alix Korey, attrice statunitense
- 14 maggio - Viktor Tjul'kin, politico sovietico
- 15 maggio - Cristina Acidini, storica dell'arte italiana
- 15 maggio - David Almond, scrittore inglese
- 15 maggio - George Brosterhous, ex cestista statunitense
- 15 maggio - Sergio Brunetta, ex calciatore italiano
- 15 maggio - Wally Chambers, giocatore di football americano statunitense († 2019)
- 15 maggio - Lilia Costabile, economista italiana
- 15 maggio - Danurwindo, allenatore di calcio e ex calciatore indonesiano
- 15 maggio - Fergie Frederiksen, cantante statunitense († 2014)
- 15 maggio - Kaye Hall, ex nuotatrice statunitense
- 15 maggio - Franco Monaco, politico e giornalista italiano
- 15 maggio - Isa Mustafa, politico kosovaro
- 15 maggio - Jan Písecký, ex tennista cecoslovacco
- 15 maggio - Domenico Rossi, generale e politico italiano
- 15 maggio - Pellegrino Valente, ex calciatore italiano
- 15 maggio - Vic Vergeat, chitarrista, cantautore e produttore discografico italiano († 2023)
- 15 maggio - Frank Wilczek, fisico statunitense
- 16 maggio - Ibrahima Ba Eusebio, ex calciatore senegalese
- 16 maggio - Claudio Baglioni, cantautore, musicista e compositore italiano
- 16 maggio - Alberto Camerini, cantautore e chitarrista italiano
- 16 maggio - Walter Fornasa, psicologo e pedagogista italiano († 2013)
- 16 maggio - Unshō Ishizuka, attore e doppiatore giapponese († 2018)
- 16 maggio - Alireza Khorshidi, ex calciatore iraniano
- 16 maggio - Christian Lacroix, stilista francese
- 16 maggio - Jonathan Richman, cantante e musicista statunitense
- 16 maggio - Emmanuel Todd, storico, sociologo e antropologo francese
- 17 maggio - Mauro Di Francesco, attore e cabarettista italiano
- 17 maggio - Zsuzsanna Jakab, dirigente pubblico ungherese
- 17 maggio - Ivan Katalinić, allenatore di calcio e ex calciatore croato
- 17 maggio - Emmanuel Okala, ex calciatore nigeriano
- 18 maggio - Mike Baird, batterista statunitense
- 18 maggio - Denny Dillon, attrice e comica statunitense
- 18 maggio - Ben Feringa, chimico olandese
- 18 maggio - Toni Garrani, attore, conduttore radiofonico e conduttore televisivo italiano
- 18 maggio - Tery Hare, attrice italiana
- 18 maggio - Valerian Ioan, allenatore di pallacanestro rumeno († 2019)
- 18 maggio - Dennis Morrison, ex giocatore di football americano statunitense
- 18 maggio - James Stephens, attore statunitense
- 18 maggio - Angela Voigt, lunghista tedesca († 2013)
- 19 maggio - Luigi Benedetti, ex velocista italiano
- 19 maggio - Karl Brunner, ex slittinista italiano
- 19 maggio - Salvatore Carrubba, giornalista e scrittore italiano
- 19 maggio - Victoria Chaplin, attrice statunitense
- 19 maggio - Robert Harper, attore statunitense († 2020)
- 19 maggio - Dianne Holum, ex pattinatrice di velocità su ghiaccio statunitense
- 19 maggio - Vytautas Kernagis, cantautore, attore e conduttore televisivo lituano († 2008)
- 19 maggio - Joey Ramone, cantante statunitense († 2001)
- 19 maggio - Dick Slater, wrestler statunitense († 2018)
- 20 maggio - Thomas Akers, ex astronauta statunitense
- 20 maggio - Nino Caricato, allenatore di hockey su pista e ex hockeista su pista italiano
- 20 maggio - Mike Crapo, politico statunitense
- 20 maggio - Lello Di Gioia, politico italiano
- 20 maggio - Steve Jackson, autore di giochi e scrittore britannico
- 20 maggio - Peter Ollerton, allenatore di calcio e ex calciatore australiano
- 20 maggio - Adolfo Perazzo, ex cestista argentino
- 20 maggio - Carlos Eloir Peruci, calciatore brasiliano († 2017)
- 20 maggio - Thomas Woodcock, genealogista inglese
- 21 maggio - Al Franken, politico, attore e umorista statunitense
- 21 maggio - János Graf Esterházy de Galántha, nobile, avvocato e dirigente d'azienda tedesco
- 21 maggio - Torey Hayden, psicologa statunitense
- 21 maggio - Henning Köhler, pedagogista e educatore tedesco († 2021)
- 21 maggio - Valeria Mongardini, cantante e attrice italiana
- 21 maggio - Marzia Piazza, modella venezuelana
- 21 maggio - Arthur Russell, violoncellista, cantante e compositore statunitense († 1992)
- 21 maggio - Kurt Röthlisberger, ex arbitro di calcio svizzero
- 21 maggio - Foots Walker, ex cestista statunitense
- 22 maggio - Kenneth Bianchi, serial killer statunitense
- 22 maggio - Aleksandr Grebenjuk, ex multiplista sovietico
- 22 maggio - Božo Janković, calciatore jugoslavo († 1993)
- 22 maggio - Ko Doo-sim, attrice sudcoreana
- 22 maggio - Sergio Reolon, politico italiano († 2017)
- 23 maggio - Eivind Garberg, ex calciatore norvegese
- 23 maggio - Manfred Geyer, ex biatleta tedesco
- 23 maggio - Anatolij Karpov, scacchista e politico russo
- 23 maggio - Oyenike Monica Okundaye, artista nigeriana
- 23 maggio - Philippe Van Parijs, filosofo, economista e giurista belga
- 23 maggio - Nico Pillinini, disegnatore, pittore e giornalista italiano
- 23 maggio - Fulgence Rabemahafaly, arcivescovo cattolico malgascio
- 23 maggio - Antōnīs Samaras, politico greco
- 23 maggio - Aleksandr Voronin, sollevatore sovietico († 1992)
- 23 maggio - Carlos Zárate Serna, ex pugile messicano
- 24 maggio - Jean-Pierre Bacri, attore e sceneggiatore francese († 2021)
- 24 maggio - Lyle Blackwood, giocatore di football americano statunitense
- 24 maggio - Saverio Capolupo, generale italiano
- 24 maggio - Antonio Da Costa, cantante e arrangiatore italiano
- 24 maggio - Vanda Daminato, artista e pittrice italiana
- 24 maggio - Gennaro De Stefano, giornalista e scrittore italiano († 2008)
- 24 maggio - Ronald Parise, astronauta statunitense († 2008)
- 24 maggio - Aldo Pedron, giornalista, critico musicale e conduttore radiofonico italiano
- 24 maggio - Flavio Pertoldi, politico italiano
- 24 maggio - Elisabetta Piccolomini, attrice italiana
- 24 maggio - Baudouin Prot, imprenditore francese
- 25 maggio - François Bayrou, politico e saggista francese
- 25 maggio - Patti D'Arbanville, attrice e ex modella statunitense
- 25 maggio - Mario Di Stazio, ex canoista italiano
- 25 maggio - Bob Gale, sceneggiatore, regista e fumettista statunitense
- 25 maggio - Krunoslav Hulak, scacchista croato († 2015)
- 25 maggio - Shun Nakahara, regista e sceneggiatore giapponese
- 25 maggio - Gregorio Rossi, storico dell'arte italiano
- 25 maggio - Chuck Ruff, batterista statunitense († 2011)
- 26 maggio - William Adornado, allenatore di pallacanestro e ex cestista filippino
- 26 maggio - Ramón Calderón, avvocato e dirigente sportivo spagnolo
- 26 maggio - Alessandra Contini Bonacossi, storica e archivista italiana († 2006)
- 26 maggio - Muhammad Ahmed Faris, cosmonauta e politico siriano († 2024)
- 26 maggio - Guglielmo Giuliano, mafioso e collaboratore di giustizia italiano
- 26 maggio - José Francisco Jovel, ex calciatore salvadoregno
- 26 maggio - David Kabua, politico marshallese
- 26 maggio - Rich Nugent, politico statunitense
- 26 maggio - Sally Ride, astronauta statunitense († 2012)
- 26 maggio - Oldřich Rott, ex calciatore cecoslovacco
- 26 maggio - Zbigniew Żupnik, pittore polacco († 2000)
- 27 maggio - Ana Belén, cantante e attrice spagnola
- 27 maggio - Antonia Bird, regista britannica († 2013)
- 27 maggio - Francesco Carella, politico italiano
- 27 maggio - Nico Cirasola, regista, attore e sceneggiatore italiano († 2023)
- 27 maggio - John Conteh, ex pugile e attore britannico
- 27 maggio - Michael Franzese, mafioso statunitense
- 28 maggio - Daniel Dolan, vescovo statunitense († 2022)
- 28 maggio - Agnès Godard, direttrice della fotografia francese
- 28 maggio - Louie Nelson, ex cestista statunitense
- 28 maggio - Torgny Svendsen, ex calciatore norvegese
- 29 maggio - Peter Chernin, imprenditore e produttore cinematografico statunitense
- 29 maggio - Manuel Gomes, allenatore di calcio e ex calciatore portoghese
- 29 maggio - Michael O'Neill, attore statunitense
- 29 maggio - Piero Sansonetti, giornalista, scrittore e opinionista italiano
- 30 maggio - Steve Krulevitz, ex tennista statunitense
- 30 maggio - Fernando Lugo, vescovo cattolico e politico paraguaiano
- 30 maggio - Tommaso Polidoro, giornalista, scrittore e autore televisivo italiano
- 30 maggio - János Rátkai, ex canoista ungherese
- 30 maggio - Joachim Rücker, diplomatico tedesco
- 30 maggio - Stephen Tobolowsky, attore statunitense
- 30 maggio - Zdravko Čolić, cantante bosniaco
- 31 maggio - Jiří Balaštík, ex cestista cecoslovacco
- 31 maggio - Serge Brussolo, scrittore francese
- 31 maggio - Jack Gilpin, attore statunitense
- 31 maggio - José Isidro Guerrero Macías, vescovo cattolico messicano († 2022)
- 31 maggio - Natal'ja Klimova, ex cestista sovietica
- 31 maggio - Ferran Torrent, scrittore e giornalista spagnolo
- 31 maggio - Anthony Van Laast, coreografo britannico